# Desa Surakarta (administrativ by i Indonesien, Banten)
Desa Surakarta är en administrativ by i Indonesien.   Den ligger i provinsen Banten, i den västra delen av landet, 110 km väster om huvudstaden Jakarta.